# College Football's National Championship II
College Football's National Championship II est un jeu vidéo de football américain sorti en 1995 sur Mega Drive. Le jeu a été édité par Sega Sports.